# Dong Xian
Dong Xian (董賢) (23 a. C.?– 1 a. C.) fue un político Han que se elevó desde su puesto de oficial menor hasta ser el más alto funcionario de la administración imperial del Emperador Ai, en tan solo unos años.
La mayoría de historiadores concuerdan en que la rápida ascensión de Dong se debió a su relación personal con el Emperador Ai, probablemente de índole sexual, más que por sus capacidades. Ambos hombres estaban casados, pero el Emperador Ai, al menos, no tenía hijos. 
Un término tradicional para homosexualidad en chino es duanxiu zhi pi (斷袖之癖, literalmente, "pasión de la manga cortada"), derivado de un episodio que implica a Dong y el Emperador. A menudo dormían la siesta juntos en la misma estera de paja, lo cual en la antigua China no indicaba necesariamente una relación sexual. Una tarde, cuando el emperador despertó, Dong todavía dormía, y el soberano tenía una manga bajo la cabeza de Dong. Para no despertarlo, el Emperador Ai cortó su manga para dejar a Dong durmiendo tranquilo.

## Carrera temprana
No está claro cuándo Dong se convirtió en un funcionario de la corte pero sí se sabe que al comenzar el reinado del Emperador Ai (7 a. C. a 1 a. C.), Dong era un secretario imperial menor (郎, lang), y era un colega del erudito confuciano más tarde póstumamente famoso Yang Xiong.
Hacia 4 a. C., con 19 años, era un asistente imperial (侍中, shizhong) y el director de las operaciones equinas imperiales (駙馬都尉), fuma duwei (En las dinastías posteriores, este se convirtió en un título para los maridos de las princesas. Aunque esto aun no era así durante la dinastía Han, y, de todas formas, claramente Dong no se casó con una princesa). Su relación con el Emperador Ai le permitiría de repente aumentar su poder y prestigio.

## Relación con el Emperador Ai y rápido ascenso al poder
Hacia 4 a. C., Dong se convirtió en favorito del Emperador Ai. Se describe que siempre que el Emperador Ai visitaba sitios fuera del palacio, Dong le acompañaba, y una vez el Emperador regresaba a palacio, le atendía personalmente. El Emperador Ai le premió con grandes sumas de dinero. A la esposa de Dong se le concedió un permiso sin precedentes para entrar y salir de palacio cuando deseara, y ella estableció con Dong una residencia dentro del recinto palaciego. El Emperador Ai también eligió a la hermana de Dong como Consorte Imperial (con el prestigioso título de zhaoyi (昭儀)), justo detrás en el rango del harén imperial, de su esposa principal la Emperatriz Fu. Los tres miembros de la familia Dong se mantenían día y noche cerca del emperador. El padre de Dong, Dong Gong (董恭), fue nombrado ministro de los suministros de palacio y fue creado marqués suplente (關內侯).
El Emperador Ai ordenó al arquitecto imperial construir una lujosa residencia para Dong justo a las afueras del Palacio Weiyang, el palacio imperial principal. La residencia fue descrita tan espaciosa como el propio palacio. También dio a Dong las mejores armas y joyas preciosas del Tesoro Imperial -tanto, que a menudo lo que Dong lucía era aún más precioso que lo que el propio emperador utilizaba. Además, los utensilios para el futuro entierro imperial fueron preotorgados a Dong en preparación para su eventual entierro, y la tumba de Dong fue construida junto a la del Emperador Ai.
Para 3 a. C., el Emperador Ai quería nombrarle marqués, pero no encontraba ninguna buena excusa para hacerlo. A sugerencia de un miembro del clan de su abuela, Fu Jia (傅嘉), tramaron un plan. En 4 a. C., los informantes Xifu Gong (息夫躬) y Sun Chong (孫寵) a través del eunuco Hong (宋弘), informaron que Liu Yun (劉雲), el Príncipe de Dongping, practicaba brujería; como resultado, el Príncipe Yun fue degradado al estatus de plebeyo y se suicidó. El Emperador Ai anunció que la trama había sido informada a través de Dong, no de Sun, y entonces los tres: Dong, Xifu, y Sun fueron nombrados marqueses, a pesar de las objeciones del Primer ministro Wang Jia.
Un cierto número de funcionarios suplicaron al Emperador Ai que no recompensara en exceso a Dong, y sufrieron por ello. No hay la menor evidencia de que Dong estuviera detrás de estos castigos; más bien parece que el Emperador se ofendió personalmente porque esos funcionarios atacaron a su amante. Los funcionarios eran:
- Zheng Chong (鄭崇), el secretario general de palacio, quién fue arrestado y murió en prisión en 3 a. C.; el gobernador de la provincia capital, Sun Bao (孫寶), que intentó liberar a Zheng, fue relevado de su cargo.
- Wujiang Long (毋將隆), el jefe de seguridad de la capital Chang'an, quién se negó a transferir las armas a Dong, fue degradado al puesto de jefe de seguridad de la Comandancia de Pei.
- Wang Jia (王嘉), el primer ministro, quién en varias ocasiones intentó impedir que Dong fuera nombrado marqués y promovido; fue encarcelado y se suicidó en prisión en 2 a. C.; el propio tío del Emperador Ai, Ding Ming (丁明), el comandante de las fuerzas armadas, quién era amigo de Wang y lamentaba su muerte, fue relevado de su cargo y regresado a su principado.

Aun así, Wang Hong (王閎), un asistente imperial y sobrino nieto de la Magnífica Emperatriz Viuda Wang Zhengjun, la abuelastra del Emperador Ai, quién también realizó peticiones similares al emperador, no fue castigado (porque su valentía impresionó al soberano) pero tampoco escuchado.
A finales de 2 a. C., después de que el sucesor de Ding Ming, Wei Shang (韋尚), murió de enfermedad, el Emperador Ai nombró a Dong, de 22 años, el nuevo comandante de las fuerzas armadas (大司馬, da sima) - una de las Tres Excelencias, junto con el primer ministro (大司徒, da situ), el examinador principal (大司空, da sikong) - y el jefe de seguridad de la capital. El edicto decía:
El Cielo te dio para ser el ayudante de la dinastía Han. Conozco tu fidelidad, y espero que puedas guiar los grandes asuntos del imperio y seguir lo que es bueno.
La redacción del edicto imitaba la del supuestamente redactado por el legendario Emperador Yao, cuando pasó su trono al Emperador Shun, y sorprendió e impresionó a todos los que lo leyeron.
A pesar de su ascension a tan alto cargo, Dong continuó acompañando al Emperador Ai en todo momento en palacio, sin ocuparse de los asuntos importantes que su cargo requería que manejara. Al mismo tiempo, su padre Dong Gong fue promovido a un cargo honorario y su hermano más joven Dong Kuanxin (董寬信) le sustituyó como el director de las operaciones equinas imperiales. Muchos otros miembros del clan Dong fueron nombrados asistentes imperiales o viceministros.

## Muerte
En el verano de 1 a. C., el Emperador Ai murió de repente sin heredero. Dong Xian, comandante de las fuerzas armadas, y el más alto funcionario de la corte, quedó paralizado ante este acontecimiento repentino. La Magnífica Emperatriz Viuda Wang actuó con decisión; entró al Palacio Weiyang y cogió el sello imperial. Luego convocó a Dong, quién sorprendido, no supo como actuar. La Magnífica Emperatriz Viuda convocó también a su sobrino Wang Mang y transfirió el mando de la guardia imperial de Dong a Wang.
Wang Mang ordenó entonces al secretario de palacio emitir un artículo contra Dong, acusándolo de no haber asistido al emperador cuando este enfermó. Le fue prohibida la entrada a palacio, y al día siguiente fue relevado de su cargo. Por la noche, él y su esposa se suicidaron, y fueron enterrados aprisa. Wang Mang lo desenterró para asegurarse de que estaba muerto, y luego ordenó reenterrarlo en una prisión. El clan Dong al completo fue exiliado a Hepu (合浦, la moderna Zhanjiang, Guangdong) y sus bienes confiscados por el Estado.